# Kat Von D

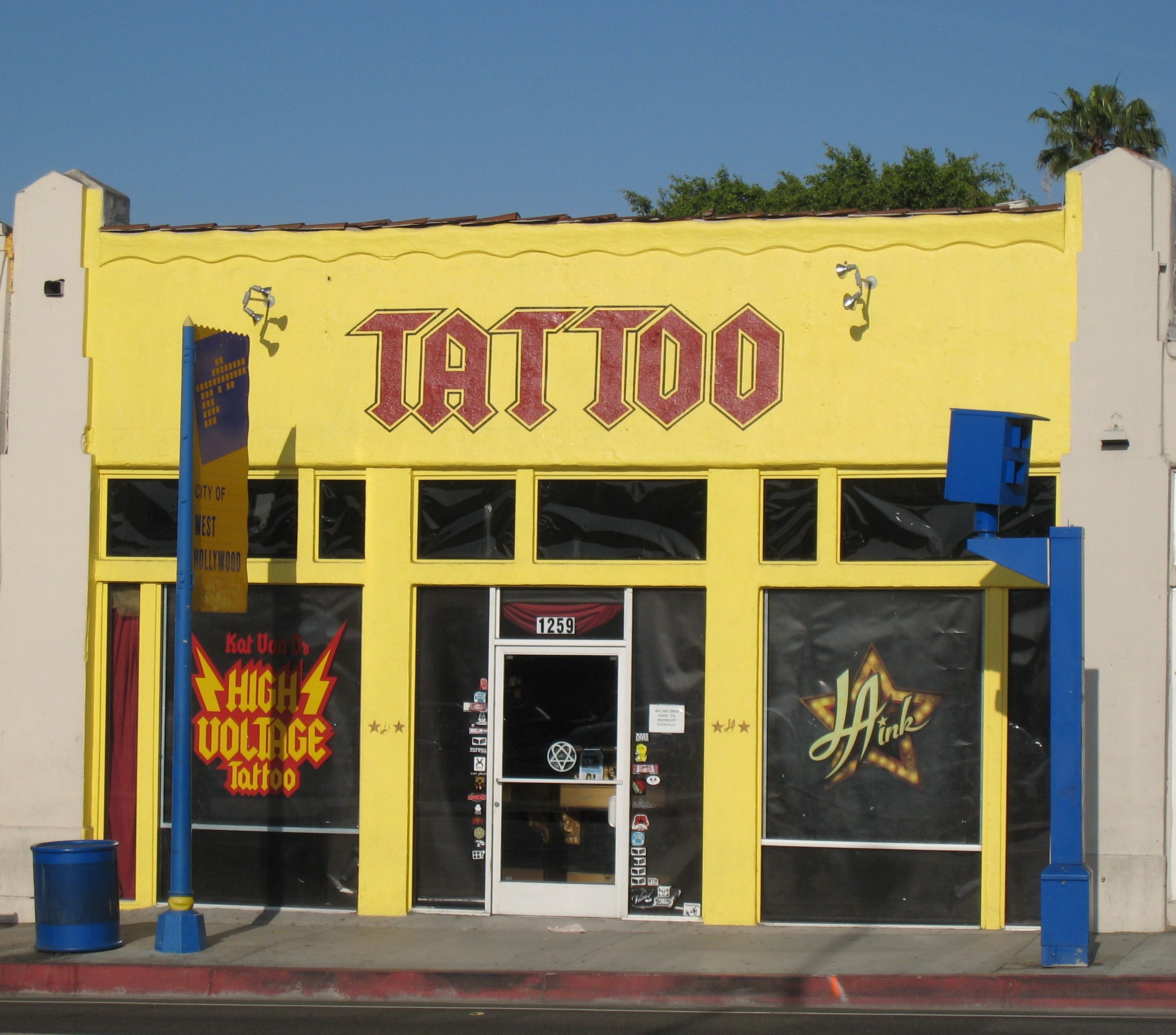
Studio tatuażu Kat Von D – LA Ink

Kat Von D, właśc. Katherine von Drachenberg (ur. 8 marca 1982 w Monterrey) – amerykańska tatuażystka oraz osobowość telewizyjna pochodzenia niemiecko-włosko-hiszpańskiego. Specjalizuje się w portretach oraz tatuażach w czerni i szarości.
Swój pierwszy tatuaż – literę J na kostce zrobiła, gdy miała 14 lat, później wykonała czaszkę. Po ukończeniu 16 roku życia rozpoczęła pracę w studiu tatuażu. W 2005 rozpoczęła pracę w programie telewizyjnym Miami Ink – studio tatuażu, z którego jest najbardziej znana. Program nadawany był w TLC oraz Discovery Channel. Od 2007 Kat Von D występuje w programie LA Ink.

## Życie prywatne
Jej ojcem jest Niemiec, René Drachenberg, matką Hiszpanko-Włoszka, Sylvia Galeano. Rodzice Kat Von D urodzili się w Argentynie, byli misjonarzami w Meksyku.
W Meksyku mieszkała do czwartego roku życia, gdy rodzina wyemigrowała do Colton w Kalifornii.
Jest po rozwodzie. Jej mężem był Oliver Peck. W latach 2008–2010 była związana z muzykiem Nikkim Sixxem. W grudniu 2012 zaręczyła się z kanadyjskim producentem i DJ-em Joelem Zimmermanem, szerzej znanym, jako Deadmau5.
Jest założycielką i kreatorką kosmetyków wegańskich Kat Von D Beauty.
W lipcu 2018 poślubiła muzyka Rafaela Reyesa.
W grudniu 2018 urodziła syna o imieniu Leafar Von Drachenberg Reyes.
Mówi płynnie po angielsku i hiszpańsku.
Początkowo była antyszczepionkowcem. W marcu 2020 r. wycofała się z tych poglądów, twierdząc, że była "kompletnie niedoinformowana" w kwestii szczepionek oraz że "w żadnym wypadku nie jest antyszczepionkowcem".

## Filmografia
| Tytuł   | Rok  | Uwagi                                                    | Źródło |
| ------- | ---- | -------------------------------------------------------- | ------ |
| „Lemmy” | 2010 | film dokumentalny, reżyseria: Greg Olliver, Wes Orshoski | [ 5 ]  |

## Nagrody i wyróżnienia
| Rok  | Kategoria           | Tytułem   | Nagroda                     | Nota | Źródło |
| ---- | ------------------- | --------- | --------------------------- | ---- | ------ |
| 2009 | Honorary Headbanger | Kat Von D | Revolver Golden Gods Awards | Laur | [ 6 ]  |